# Nije kraj
Nije kraj é um filme coproduzido pela Croácia e Sérvia, dirigido por Vinko Bresan e lançado em 2008. É baseado em uma peça teatral de Mate Matišić.